# Noel Currer-Briggs
Noel Currer-Briggs (* 21. November 1919 nahe Leeds; † 20. September 2004 in Sutton-in-the-Isle, East Cambridgeshire) arbeitete als Kryptoanalytiker in der zentralen militärischen Dienststelle Bletchley Park, in der während des Zweiten Weltkriegs die von den deutschen Militärs verschlüsselten Funksprüche entziffert wurden. Bletchley Park liegt etwa 70 km nordwestlich von London.

## Leben
Noel besuchte als Junge die Bryanston School, bevor er ab 1938 seine weitere Ausbildung am St Catharine’s College in Cambridge aufnahm. Kurz darauf brach der Zweite Weltkrieg aus. Der junge Currer-Briggs wurde aufgrund seiner linguistischen Fähigkeiten als Codeknacker von Bletchley Park angeworben. Dort arbeitete er von 1942 bis zum Kriegsende 1945 an der Entzifferung von Handschlüsselverfahren der Wehrmacht und für kurze Zeit im Jahr 1942 auch an der Kryptanalyse der Enigma, dem damals meistverwendeten deutschen Maschinenschlüssel. Ihm und seinen Kollegen verdanken die alliierten Streitkräfte ganz wesentlich das Gelingen der erfolgreichen Invasion Siziliens (Deckname: „Operation Husky“). Wichtige nachrichtendienstliche Informationen über die deutsche Gefechtsaufstellung dort und in Tunesien erlangten die Alliierten über von Noel Currer-Briggs gebrochene modifizierte Playfair-Chiffren (Doppelkastenschlüssel) der Wehrmacht.
In seiner späteren Zeit wirkte Currer-Briggs auch als Genealoge und Historiker und verfasste zahlreiche Bücher zu dieser Thematik. Er starb nach kurzer schwerer Krankheit in seinem Haus in Sutton-in-the-Isle, Cambridgeshire, im Alter von 84 Jahren.

## Schriften (Auswahl)
- English Wills of Colonial Families, Polyanthos, 1972
- Handwriting analysis in business – the use of graphology in personnel selection (mit Brian Bishop Kennett und Jane Paterson), Wiley, 1973, ISBN 047018955X
- The Carters of Virginia – their English ancestry, Phillimore, 1979, ISBN 0850333075
- Worldwide Family History, Routledge & Kegan Paul, 1982, ISBN 0710009348
- The Holy Grail and the Shroud of Christ – The Quest Renewed, ARA Publications, 1984, ISBN 0-9509468-0-X
- The Search for Mr. Thomas Kirbye – Gentleman, Phillimore, 1986, ISBN 0850335329
- The Shroud and the Grail – A Modern Quest for the True Grail, Weidenfeld and Nicolson, 1987, ISBN 0297790625
- Army Ultra's Poor Relations in Francis Harry Hinsley, Alan Stripp: Codebreakers – The inside story of Bletchley Park. Oxford University Press, 1993, S. 209–230, ISBN 0192801325
- Debrett's Guide to Your House, Headline, 1993, ISBN 0747241589
- Debrett's Guide to Tracing Your Family Tree (mit Royston Gambier), Headline, 1999, ISBN 0747223319
- Huguenot Ancestry (mit Royston Gambier), Phillimore, 2010, ISBN 1860771734